# 星际公敌
《星际公敌》（英語：Jason X，也译《未来杀手》《黑色星期五10》或《急冻杀人魔》）是美国新线影业制作的一部科幻电影。于2001年上映。

## 剧情
2008年，不死之身的面具杰森魔（Jason Voorhees）被由美国政府抓获，并送至水晶湖实验室（Crystal Lake）研究。2010年，一群政府的科学家组成的研究团队为了要真正了解他的构造，想要将他冰冻起来，做进一步的解剖。但由于科学家们的过于自负与轻敌，使得杰森打破了他的束缚并终结了所有团队成员。最后，一个名叫罗恩（Rowan）的队员在紧急时刻还是将杰森关进了急速冷冻库中。由于这个秘密实验室的所有的人都被杀死，因此这个实验室长时期不被人所知。
四百多年后的2455年，那时候的地球因为被人类过度开发和利用，早已经荒无人烟，人类也早已集体迁移至其他星体上居住。这一年的某一天，一支探险队乘坐飞船对地球进行科学考察时发现了已经作古的水晶湖实验室，并发现了罗恩和杰森，但科研人员并不知道他们的身份。并把他们两个带回飞船进行研究。
科研人员利用先进的科学技术使得被冰冻住了几百年的罗恩复生，当从罗恩那得知，那个被他们带上船的那位男子是个不死的杀人恶魔时，科研人员不以为然，认为他已经死亡。但是，飞船上的杰森很快就复活，并就找回了他残忍冷血的杀手本性，并试图杀死飞船上的所有人。科研小组派出的各种训练有素的士兵，使用的各种最先进的高端武器都不能置他于死地，反而将他变得更加强大。飞船上的成员们在对抗和躲闪中一个接一个死于他的魔爪之下，在这与世隔绝的太空船上，谁才能阻止杰森呢......